# Cine a vrut s-o ucidă pe Jessie?
Cine a vrut s-o ucidă pe Jessie? (titlul original în: cehă Kdo chce zabít Jessii?) este un film de comedie științifico-fantastic cehoslovac din 1966 regizat de Václav Vorlíček. Povestea se concentrează asupra unui cuplu care folosește o mașină care poate aduce obiecte și oameni din vise în lumea reală. Povestea principală implică aducerea accidentală a personajului de benzi desenate Jessie în lumea reală, iar filmul prezintă multe gaguri despre ciocnirea dintre lumea reală și imaginile desenate, cum ar fi baloanele cu dialoguri  și efectele sonore. Filmul a avut premiera la 26 august 1966.
Ilustratorul de benzi desenate Kája Saudek a lucrat ca un creator de efecte speciale și ilustrații pentru acest film.

## Distribuție
- Dana Medřická – dr. Ruzenka Beránková
- Jirí Sovák – dr. Jindrich Beránek
- Olga Schoberová – Jessie
- Juraj Visny – Superman
- Karel Effa – pistolarul
- Vladimír Mensík – Kolbaba
- Karel Houska – colegul
- Ilja Racek – colegul
- Walter Taub – profesorul
- Bedrich Prokos – dl. Dustolny
- Cestmír Randa – Prokutor
- Otto Simánek – adjunctul doctorului
- Svatopluk Skládal – avocatul
- Frantisek Holar – șeful
- Jan Libícek – gardianul
- Jirí Steimar – un delegat
- Jan Skopecek – Recnik
- Lubomír Kostelka – maistrul
- Jaroslav Kepka – polițistul tânăr
- Ivo Gubel – Diskutující védec
- Jan Pohan – comandantul poliției
- Jirí Lír – polițistul
- Richard Lederer – Kokes
- Alena Bradácová – Kokesová
- Jaroslav Cmíral – Topic
- Oldrich Velen – proprietarul auto
- Susanna Martinková – Alena
- Magda Rychliková – Helena
- Jitka Zelenohorská – Ivana
- Vladimír Fürst – deputatul
- Jindrich Heidelberg – un judecător din public
- Helena Ruzicková – soția proprietarului Octaviei